# Fok
Fok [fók] je primek več osebnosti (rusko Фок).
- Aleksander Borisovič Fok (1763—1825), ruski general.
- Aleksander Viktorovič Fok (1843—1926), ruski general.
- Anatolij Vladimirovič Fok (1879—1937), ruski general major.
- Boris Borisovič Fok (1760—1818), ruski general.
- Vladimir Aleksandrovič Fok (1898—1974), ruski fizik in matematik.